# Vingulmark
Vingulmark (norrønt Vingulmǫrk) var det gamle navn på et småkongedømme og senere jarledømme i norrøn tid og i middelalderen i området rundt om Oslofjorden. Vingulmark var et af de tre (fire) fylker under Borgartingsloven som til sammen udgjorde det gamle landskap Viken. I dag er navnet Vingulmark ikke i brug. Det gamle Vingulmark omfattede nutidens Østfold, Follo, Oslo, Asker, Bærum, Røyken og Hurum, og en periode også Eiker og Lier, som ellers hørte til Vestfold. Ved inddelingen af landet i sysler blev Vingulmark delt i Oslosyssel og Borgarsyssel.
Første led i navnet, Vingul, er noget usikkert. Det kan være et ældre navn for den inderste del af Oslofjorden fra før vikingetiden af ukendt indhold, eller det kan ha sammenhæng med «vingle» i betydningen «svinge», «bøye ustøt». Navnets oprindelige mening kan have været ment i overført betydning, på norrønt har vingul betydningen en hests fallos. Stednavnet kan da pege tilbage på hvad landskabet lignet på, eksempelvis den del af Oslofjorden.
Sidste led i navnet, mark eller mork, havde også fra gammel norrøn tid (tidlig jernalder) betydningen grænse, mærke som grænseområde mellem bygder. Antagelig var det adskillelsen af de to dele af det landskab som i dag kaldes Østfold.
Snorre Sturlason skriver i Heimskringla at Harald Hårfagre arvede blandt andet Vingulmark efter sin far Halvdan Svarte, som han forsvarede ved at bekæmpe kong Gandalv, som tidligere havde haft det halve af Vingulmark, og hans søn Hake.
Nogle af de kendte småkonger i Vingulmark er:
- Gudrød Veidekonge, fik det halve Vingulmark i medgift.
- Alvgeir
- Gandalv Alvgeirsson
- Halvdan Svarte, søn af Gudrød Veidekonge og far til Harald Hårfagre.
- Olav Haraldsson Geirstadalf, søn af Harald Hårfagre.
- Tryggve Olavsson, søn af Olav Haraldsson Geirstadalf, sønnesøn af Harald Hårfagre og far til Olav Tryggvason.
- Harald Grenske, far til Olav Haraldsson den hellige, brændt ihjel af Sigrid Storråde.

Efter Harald Grenske er det næppe rimeligt at snakke om Vingulmark som et småkongedømme. Snorre nævner at Håkon jarls søn Eirik Håkonsson fik Vingulmark som jarldømme.

## Eksterne kilder og henvisninger
1. ↑  Jørn Sandnes og Ola Stemshaug: Norsk stadnamnleksikon. Samlaget 1976; og Asgaut Steinnes: Husebyar, 1955.
2. ↑  Vingul, akkusativ for vingull, har en indholdsforskydning i moderne islandsk, og betyder et ubeslutsomt menneske.
3. ↑  Sandnes og Stemshaug tolker mork som 'mark, skog', og skriver (under Hedmark) at «sisteleddet mork må før rikssamlinga ha vore knytt til laust organiserte folkeland eller smårike i utkantane av dei større, samla busetnadsområde (→ Telemark, Vingulmark)».
4. ↑  heimskringla.no: Halvdan Svartes saga
5. ↑  heimskringla.no: Haraldssaga

59°55′00″N 10°44′00″Ø / 59.91667°N 10.73333°Ø